# 明知鐵道

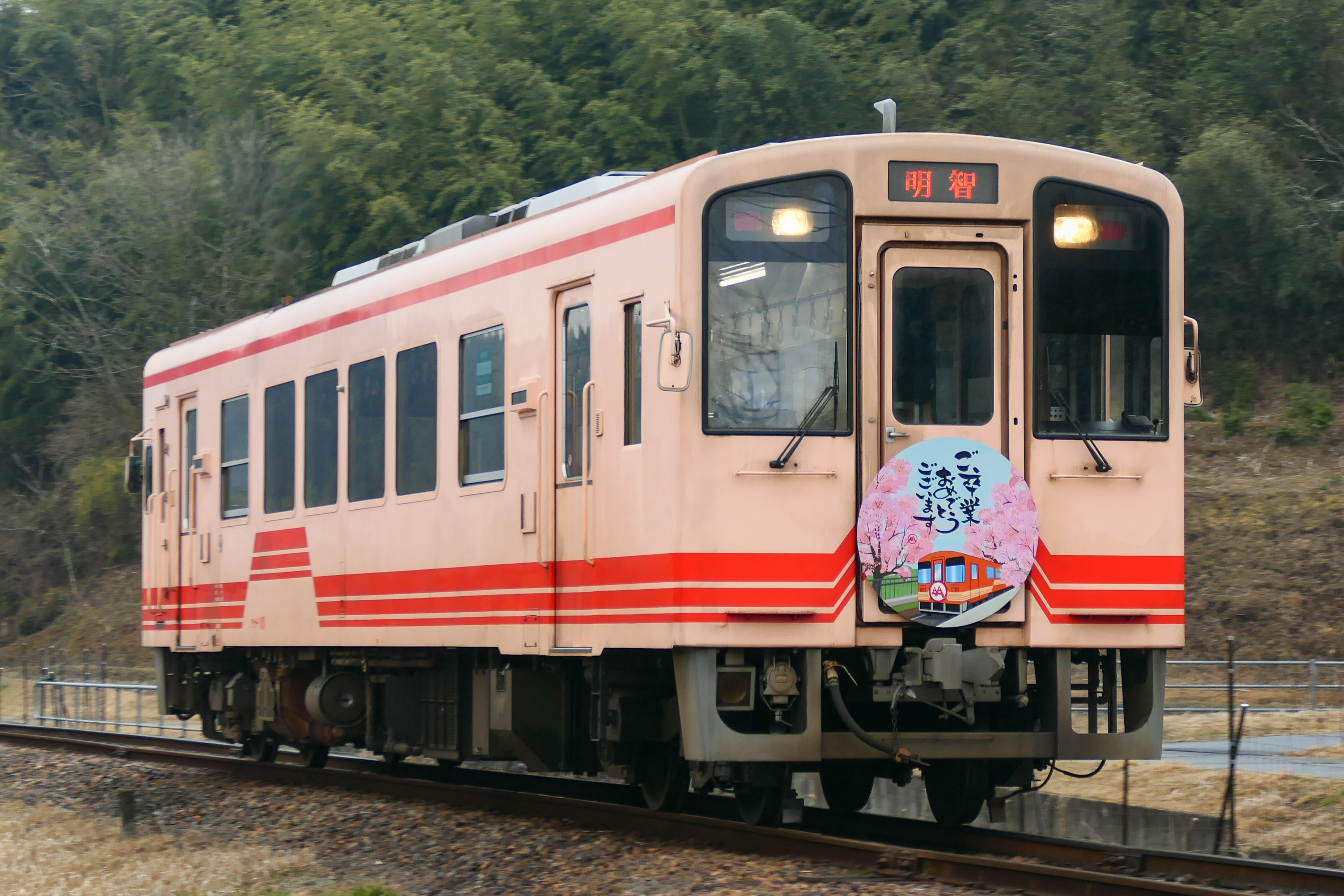
明知鐵道Akechi100型柴聯車（2024年3月）

明知鐵道股份有限公司（日语：／ Akechi Tetsudō */?），簡稱明知鐵道，是一家日本岐阜縣的第三部門鐵路業者，主要是為了承接由日本國鐵方面轉移而來的特定地方交通線：明知線的營運，而由岐阜縣地方政府作為主要出資者，在1985年時特別設立。

## 使用車輛

### 現役車輛
- 明知鐵道10型柴聯車
- 明知鐵道100型柴聯車

## 路線
| 中文線名 | 日文線名 | 起點       | 終點      | 距離（公里） |
| -------- | -------- | ---------- | --------- | ------------ |
| 明知線   |          | 惠那（11） | 明智（1） | 25.1         |

明知線的路線名原本起源於終點站「明知車站」，成立公司時也是依此命名。但在路線轉移到明知鐵道之後，配合車站所在地的町名（惠那市明智町）改名為「明智」，造成公司名、路線名與終點車站名不同調的現況。

## 外部連結
- （日語）明知鐵道官方網站 （页面存档备份，存于）